# Gabriel Florentín
César Gabriel Florentín (Gregorio de Laferrère, 13 marzo 1999) è un calciatore argentino, centrocampista dell'Orenburg.

## Caratteristiche tecniche
È un trequartista.

## Carriera
Cresciuto nel settore giovanile dell'Argentinos Juniors, ha esordito in prima squadra il 3 agosto 2019 disputando l'incontro di Primera División pareggiato 0-0 contro l'Aldosivi.
Nel 2022 si è trasferito ai russi dell'Orenburg.

## Statistiche
Statistiche aggiornate al 15 settembre 2019.

### Presenze e reti nei club
| Stagione        | Squadra            | Campionato      | Campionato | Campionato | Coppe nazionali | Coppe nazionali | Coppe nazionali | Coppe continentali | Coppe continentali | Coppe continentali | Altre coppe | Altre coppe | Altre coppe | Totale | Totale | Totale |
| Stagione        | Squadra            | Comp            | Pres       | Reti       | Comp            | Pres            | Reti            | Comp               | Pres               | Reti               | Comp        | Pres        | Reti        | Pres   | Reti   |        |
| --------------- | ------------------ | --------------- | ---------- | ---------- | --------------- | --------------- | --------------- | ------------------ | ------------------ | ------------------ | ----------- | ----------- | ----------- | ------ | ------ | ------ |
| 2019-2020       | Argentinos Juniors | PD              | 3          | 0          | CA              | 1               | 0               | CS                 | 0                  | 0                  |             | -           | -           | 4      | 0      |        |
| Totale carriera | Totale carriera    | Totale carriera | 3          | 0          |                 | 1               | 0               |                    | 0                  | 0                  |             | -           | -           | 4      | 0      |        |